# Kamp Almere
Kamp Almere is in 1940 door de Duitse bezetter opgericht om dienst te doen als opleidingskamp voor de Nederlandse Arbeidsdienst (NAD). Een NAD-kamp had gewoonlijk vier woonbarakken rond een vierkant plein. Iedere woonbarak had drie kamers voor zestien personen. Kamp Almere had twaalf van dergelijke barakken.
Het kamp lag binnen de gemeentegrenzen van Huizen nabij de kruising van de Oud-Bussummerweg en de Langerhuizenweg.
Vanaf september 1945 viel het kamp onder Provinciale Inspectie en tehuizen voor de Bijzondere Jeugdzorg Noord-Holland en was ingericht als Jeugdkamp Almere (werkkamp voor “pleegkinderen”).
De kinderen in dit kamp werden hier geplaatst doordat hun ouders door hun oorlogsactiviteiten of collaboratie met het Duitse gezag na de bevrijding in gevangenissen terecht waren gekomen.
Het werkkamp Almere stond onder leiding van directeur F.J.H. Schmitz.
Vanaf 1 mei 1947 viel het niet meer ten laste van de Bijzondere Jeugdzorg. Het kamp werd vanaf bovenvermelde datum in gebruik genomen als Rijksobservatiehuis.
Vanaf maart 1951 werd het kamp ingericht als “tijdelijke” huisvesting voor Ambonezen. Het kreeg de naam Woonoord Almere. Toen de Nederlandse regering inzag dat de hen beloofde terugkeer onmogelijk was, werd besloten hen op te nemen in de Nederlandse samenleving. Hierdoor zijn velen uit het kamp onder de bevolking van Huizen geassimileerd. De laatste familie uit het kamp vertrok in 1972. Hierna is het kamp gesloten, zijn de barakken afgebroken en is het terrein aan de natuur teruggeven. Alleen een elektriciteitshuisje van het PEN is blijven staan en er is een gedenkteken vanuit de Molukse gemeenschap geplaatst.
Voetbalclub AH '78 werd opgericht door mensen met een band met het woonoord, de letters AH staan voor Almere Huizen.